# Zgură

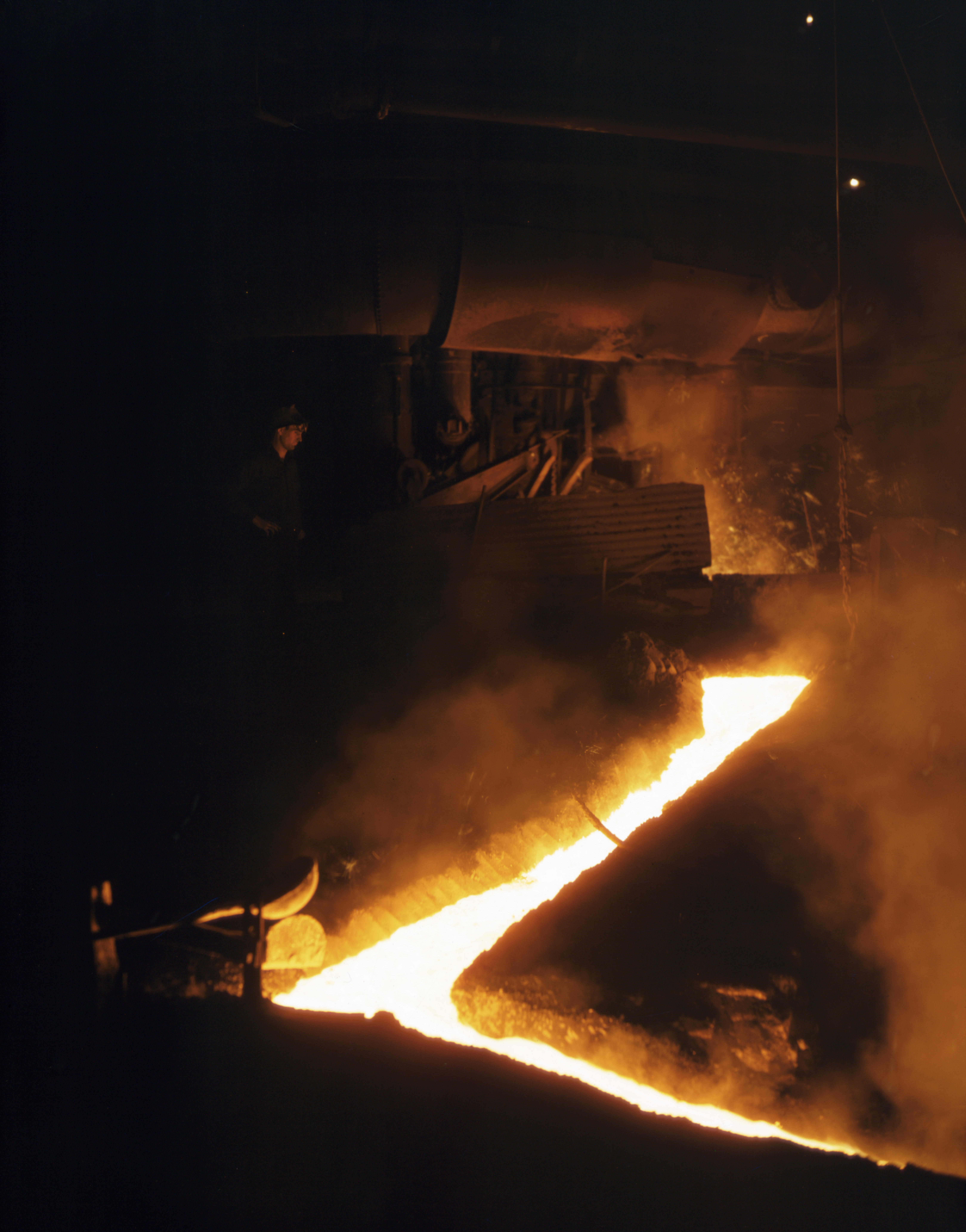
Zgură topită

Zgura este un reziduu rezultat din topirea metalelor în procesul de purificare a acestora. Zgura este un material nemetalic, care se formează în urma topirii minereurilor; este folosită în diverse domenii: la prepararea betonului, a învelișului asfaltic pentru șosele, ca îngrășământ în agricultură etc.